# Mic drop

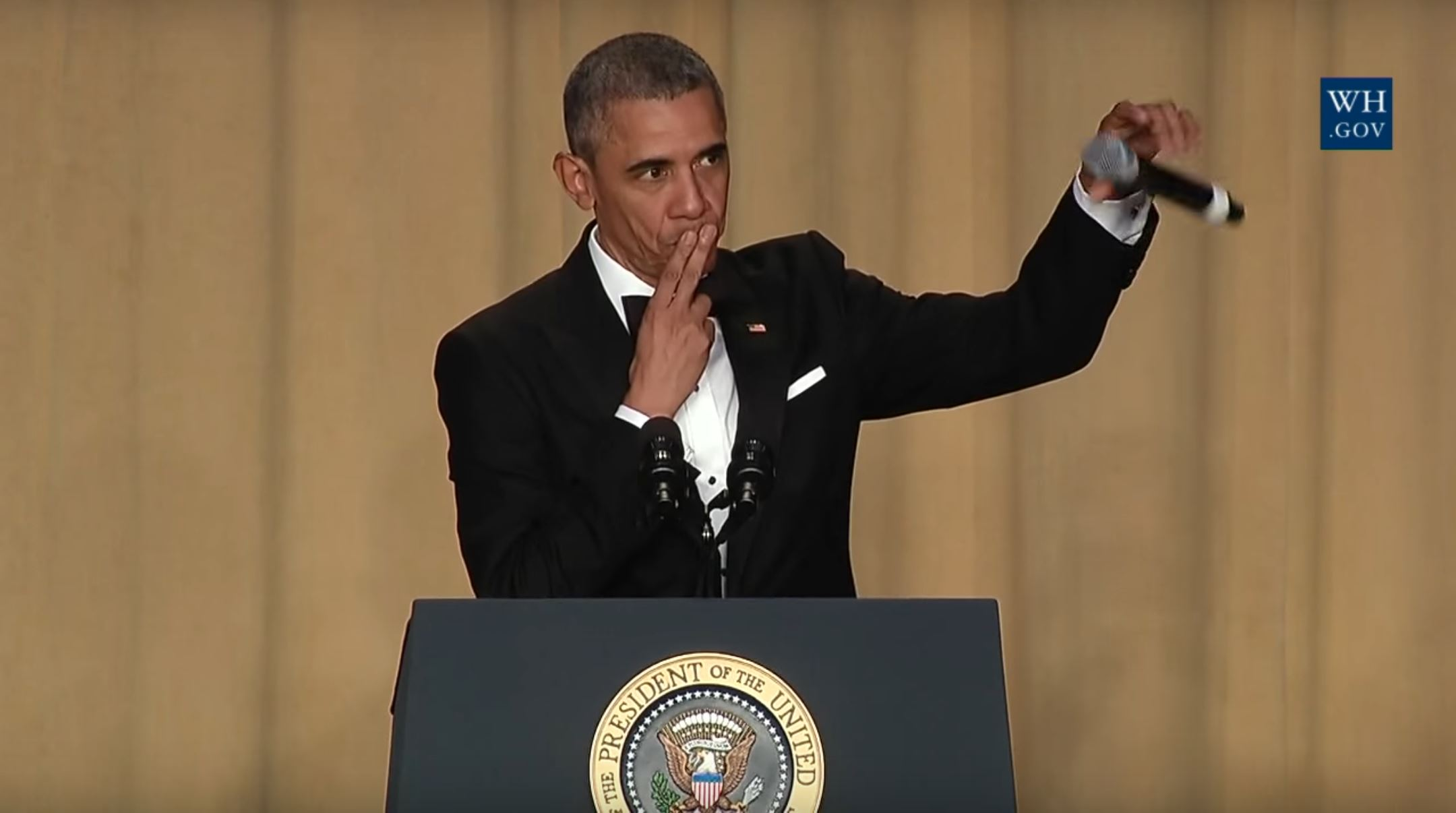
Le président Barack Obama lâchant son micro lors du dîner des correspondants de la Maison-Blanche en 2016.

Un mic drop est le fait de lâcher son micro à la fin d'une performance ou d'un discours jugé particulièrement réussi par la personne qui l'a réalisé. Il s'agit également d'une expression utilisée dans un sens figuré pour souligner le caractère impressionnant d'une action.

## Histoire
Le mic drop se répand dans les années 1980 en étant utilisé par les rappeurs et les comédiens. Ces artistes s'engagent dans des confrontations de performances artistiques comme des battles de rap, et laissent tomber leur micro après une sortie particulièrement efficace, symbolisant une totale confiance dans le fait que leur adversaire est incapable de fournir une argumentation à la hauteur. Eddie Murphy fait un mic drop en 1983 lors d'un de ses spectacles de standup Delirious.
Le geste devient ensuite populaire à partir de 2007 et devient un mème à partir de 2012, lorsque le président américain Barack Obama fait un mic drop en avril dans le Late Night with Jimmy Fallon. Lors du dîner des correspondants de la Maison-Blanche le 30 avril 2016, il achève également son discours par les mots « Obama out » suivis d'un mic drop.
Dans leur 5e album, sorti en septembre 2017, un titre de BTS se nomme MIC Drop.